# Mesobaena rhachicephala
Mesobaena rhachicephala là một loài bò sát trong họ Amphisbaenidae. Loài này được Hoogmoed, Pinto, Da Rocha & Pereira mô tả khoa học đầu tiên năm 2009.